# Riparian Plaza
Riparian Plaza es un rascacielos de 53 plantas situado en el distrito financiero de Brisbane, Queensland, Australia. El edificio tiene una altura de 250 m (820 pies) a su antena de telecomunicaciones  y 200 m (656 pies) a su azotea. Es el edificio más alto de la ciudad, o el segundo midiendo la altura de azotea, tras Aurora Tower, no considerando los actualmente en construcción Soleil e Infinity Tower. Es un edificio de uso mixto, con 11 plantas de aparcamiento desde el suelo hacia arriba, 25 plantas comerciales y 12 plantas residenciales que albergan originalmente 50 áticos.
En la parte superior de la torre se sitúa una antena de telecomunicaciones de 50 m (164 pies) de altura. Un centro de recreación incluyendo una piscina se ubica en la planta 39, entre las secciones commercial y residencial. El aparcamiento es accesible mediante un anexo helicoidal. La torre tiene una plaza abierta y explanada space totalizando 3500 m² (37 700 ft²). La plaza superior contiene el salón comedor Siana Bar.
El edificio fue promovido por Bloomberg Incorporation Limited con un coste de construcción de A$ 130 millones.  Bloomberg mantuvo la propiedad del componente comercial de 30.000 m² y vendió los apartamentos residenciales durante la construcción. Está situado en el 71 Eagle Street, y era la última manzana vacante en la ribera del Distrito financiero de Brisbane. Riparian Plaza proveyó el primer espacio de oficinas prémium disponible en el distrito financiero de Brisbane durante una década. El edificio tiene una superficie total de aproximadamente 55.000 metros cuadrados. Brisbane Square, completado en 2006, fue el siguiente importante edificio de oficinas construido en Brisbane.

## Construcción y diseño
Riparian Plaza fue diseñada por Harry Seidler (arquitecto) y Robert Bird Group (ingeniero estructural). La mayor parte del espacio de oficinas tiene vistas al río, debido al ángulo de 45° que forma con el río y la falta de columnas en estas plantas intermedias. Cada ático tiene su propia terraza curvilinear saledizas que están frente el río. Los balcones voladizos tienen una forma altamente esculpida. Seidler afirmó que el apilamiento de sectores verticalmente es única en Australia.

La forma de la torre ha sido creada cuidadosamente para maximizar la perspectiva de los ocupantes sobre el río el río. El sector de la base alberga aparcamiento, el segmento medio son oficinas libres de columnas y la parte superior, de distinta forma, consiste en los mejores apartamentos que hemos diseñado.
Harry Seidler

Hubo retrasos importantes en la finalización del edificio. Fue programado originalmente para ser completado a principios de 2004 (dando un tiempo de construcción récord de 100 semanas). La fecha fue retrasada continuamente. El retraso condujo a importantes críticas del proyecto en medios locales, así como quejas de los futuros ocupantes del edificio y  la retirada de ocupantes comprometidos.[cita requerida] El edificio fue completado en noviembre de 2005.
En octubre de 2007, Riparian Plaza ganó el máximo premio de arquitectura commercial en los premios nacionales de arquitectura. En 2008, el edificio ganó el premio global del Premio Rider Levett Bucknall / Property Council of Australia Award y el Premio Property Council of Australia para proyectos de uso mixto.

## Incidentes
El edificio made titlares en 2005 cuando una severa tormenta causó que dos limpiadores de ventanas quedaran encallados en la planta 30. Las operaciones de rescate fueron exitosas después de que un panel de cristal fuera retirado para alcanzarlos.
Un gran panel de cristal del cercado de la piscina en la planta 39 se estrelló contra Eagle Street en las primeras horas del 27 de agosto de 2009, creando confusión pero no lesiones.

## Ocupantes
Los inquilinos de oficinas incluyen al broker Wilson HTM y el bufete de abogados Clayton Utz. La oficina de Brisbane de KPMG ocupa las plantas 14 a 19. John Pearce, antiguo Jefe Oficial Ejecutivo de la cercana Collection House, pagó $6.7 millones para el ático superior.
El edificio ha atraído un importante interés de inversión, con un crecimiento medio del capital de 24,8% durante 2007 y 27% en 2008. El edificio contiene actualmente solo 47 apartamentos, aunque había 52 en el diseño original. Debido a la flexible personalidad jurídica las fusiones de apartamentos han sido permitidas e incluso estimuladas porque incrementan la exclusividad y por lo tanto el precio de los apartamentos.

## Galería

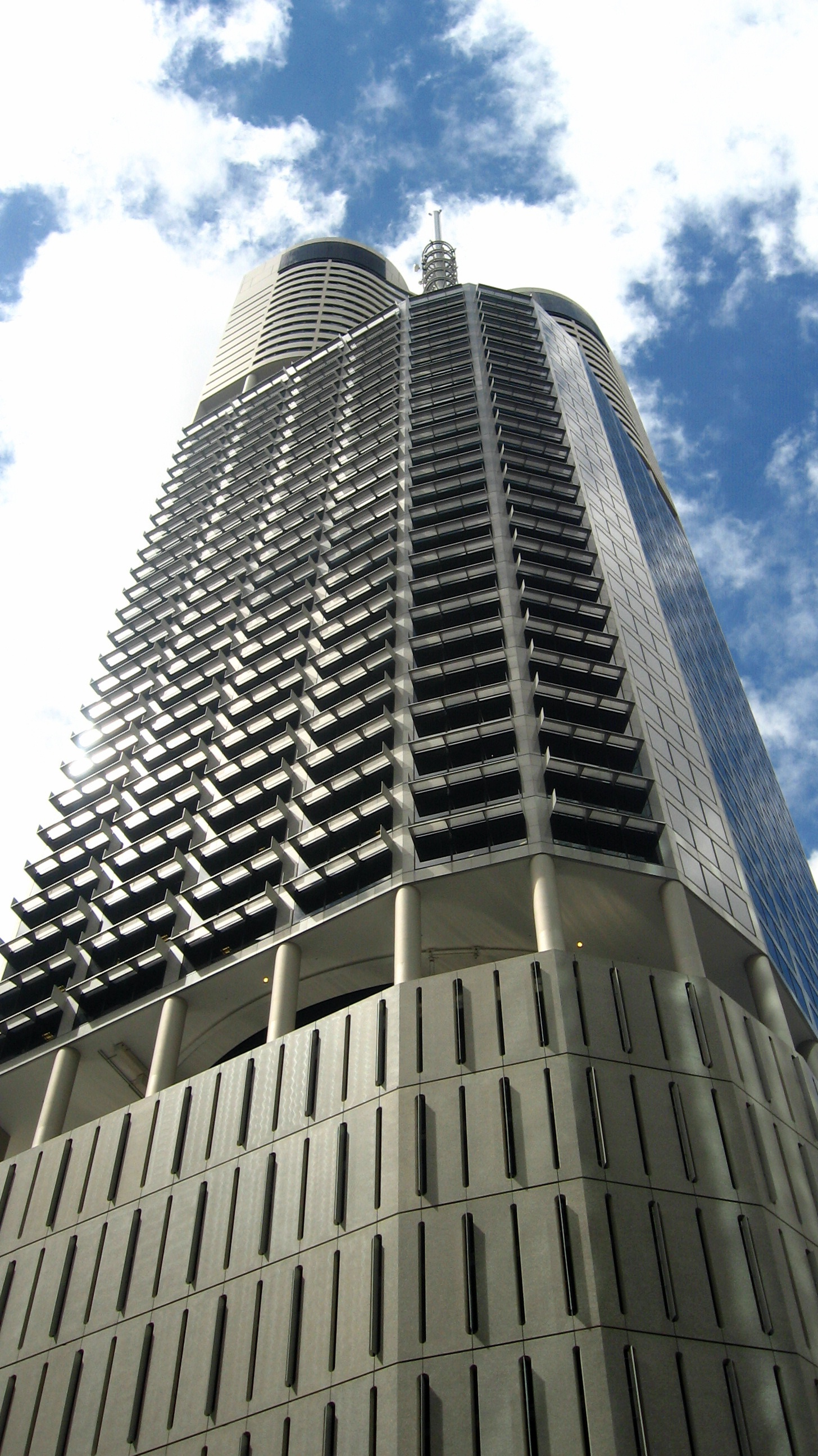
Riparian Plaza desde el nivel de calle
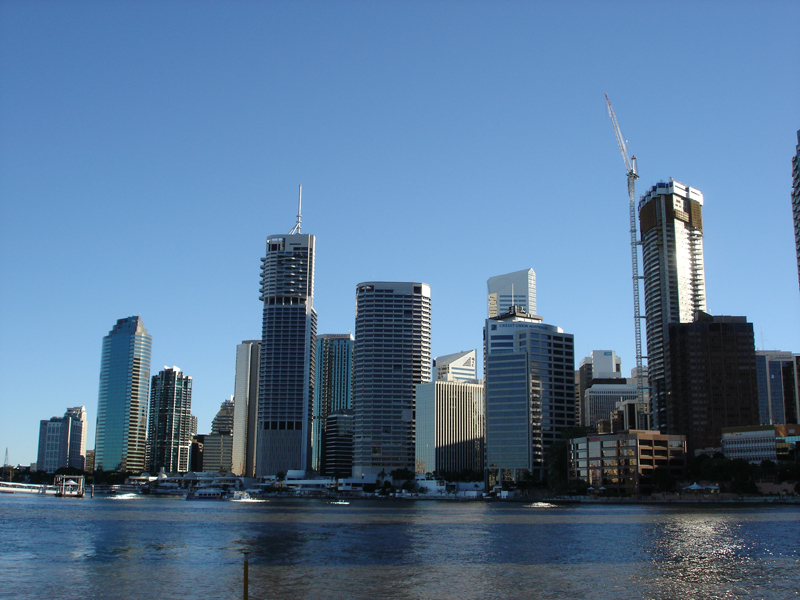
Riparian Plaza y edificios del distrito financiero desde el Río Brisbane